# Pleasington
Pleasington is een civil parish in het bestuurlijke gebied Blackburn with Darwen, in het Engelse graafschap Lancashire met 446 inwoners.